# Tonlieu
En droit féodal, le droit de tonlieu est un impôt prélevé pour l'étalage des marchandises sur les marchés.
C'est aussi un péage sur les marchandises transportées prélevé lors du passage d'un fleuve (pont, bac) ou aux portes de certaines villes. Le terme apparaît pour la première fois au Ve siècle sous la forme latine toloneum, désignant une taxe de circulation.